# Alejandro Ganzábal
Alejandro Román Ganzábal (n. 16 de febrero de 1960 en Buenos Aires) es un extenista argentino que se desempeñó profesionalmente en los años 1980. Como profesional logró un título de dobles de ATP y alcanzó una final.
Jugador de canchas lentas, Ganzábal no superó nunca la tercera ronda en un torneo de Grand Slam y alcanzó su única final de ATP en 1982 en Buenos Aires donde cayó en la final ante Guillermo Vilas. Como doblista consiguió un título en Bari en el año 1985. Se mantuvo durante 10 años entre los mejores 5 tenistas de la Argentina.
Representó a Argentina en Copa Davis en 1982 y 1983 pero perdió los tres partidos que jugó. Se retiró en 1987 y llegó a ser N.º 2 del mundo del ranking ITF para mayores de 35 años. Su hermano, Julián Ganzábal, también fue representante argentino por Copa Davis, y actualmente forman un importante grupo inversor en el rubro inmobiliario en la Argentina.

## Torneos ATP (1)

### Individuales (0)

#### Finalista (1)
| N.º | Fecha                | Torneo       | Superficie    | Oponentes en la final | Resultado |
| --- | -------------------- | ------------ | ------------- | --------------------- | --------- |
| 1.  | 1 de febrero de 1982 | Buenos Aires | Tierra batida | Guillermo Vilas       | 2-6 4-6   |

### Dobles (1)

#### Títulos
| Leyenda                |
| Grand Slam (0)         |
| Tennis Masters Cup (0) |
| ATP Tour (1)           |

| N.º | Fecha               | Torneo | Superficie    | Pareja          | Oponentes en la final        | Resultado |
| --- | ------------------- | ------ | ------------- | --------------- | ---------------------------- | --------- |
| 1.  | 15 de abril de 1985 | Bari   | Tierra batida | Claudio Panatta | Marcel Freeman Laurie Warder | 6-4 6-2   |